# 伊東祐時 (豊臣家臣)
伊東 祐時（いとう すけとき）は、戦国時代から安土桃山時代にかけての武将。豊臣秀吉の直参家臣。諱は祐実（すけざね）ともいう。通称は掃部助で、伊東掃部助ともいう。

## 略歴
美濃国の出身。系譜はわからないが伊東氏の流れを汲むという。
秀吉の馬廻となり、天正元年（1573年）、腰母衣衆に列した。
天正9年（1581年）、播磨姫路城下で山伏の三部快永と知己を得て、河野氏の一族の大内栄運（信孝）のもとに身を寄せていた日向の伊東祐兵が秀吉に仕えるのを同族のよしみで仲介した。天正10年（1582年）、丹波国多紀郡内などで1,000石加増された。
天正11年（1583年）4月、賤ヶ岳の戦いに従軍。天正12年（1584年）、小牧の戦いでは、初めは先手の将・筒井定次の与力として出陣し、小牧山対陣では250名を率いて本陣の右一に陣取った。天正13年（1585年）の四国攻めでは、阿波国の木津城を攻めて手柄を上げた。
天正18年から慶長の初め頃に亡くなり、子の信直（治時）が跡を継いだ。治明は信直の養嗣子。信直、治明ともに掃部助を称する。